# 조반니 다 우디네

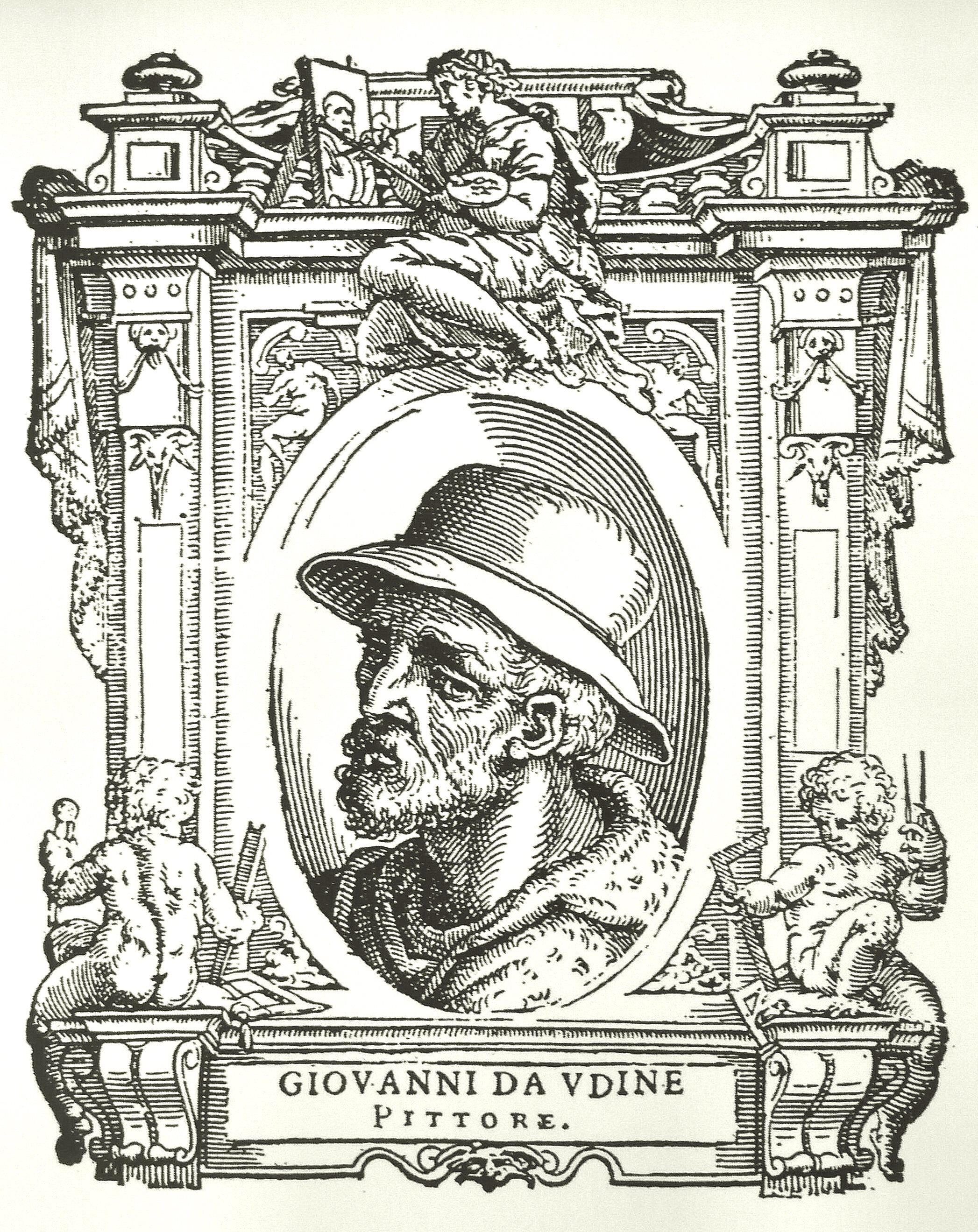
초상화

조반니 다 우디네(1487–1564)는 이탈리아 우디네의 화가이자 건축가였다. Giovanni da Udine라는 이름을 갖게 된 것은 1372년 그의 고향에서 추방되었기 때문이다.

## 주요 작품

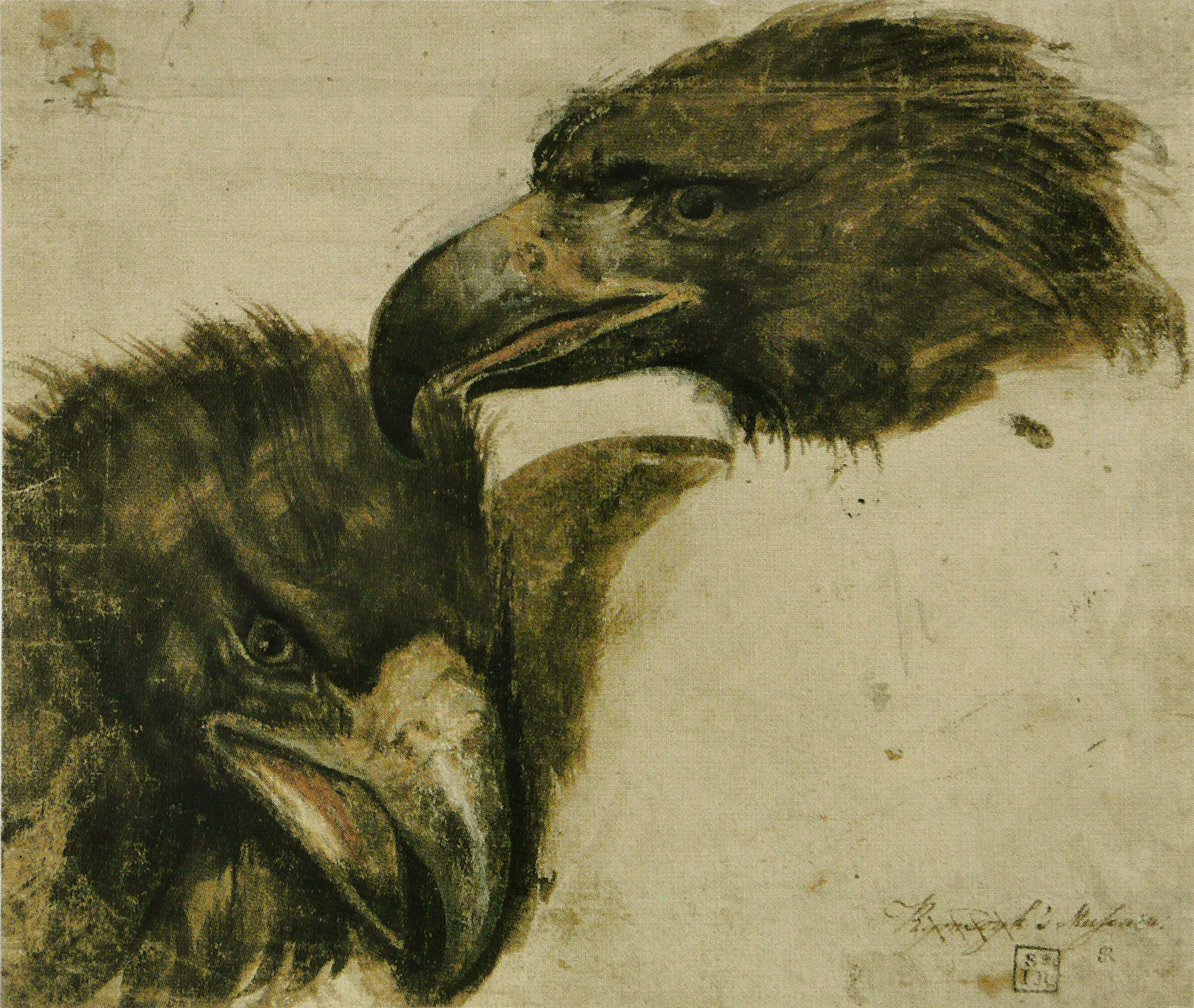
독수리 머리
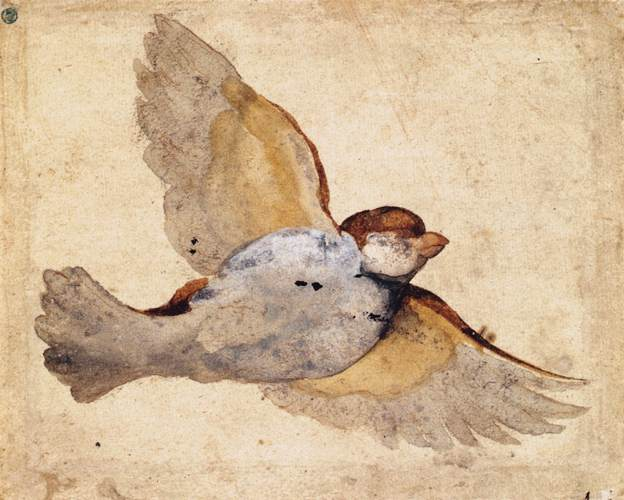
날으는 참새
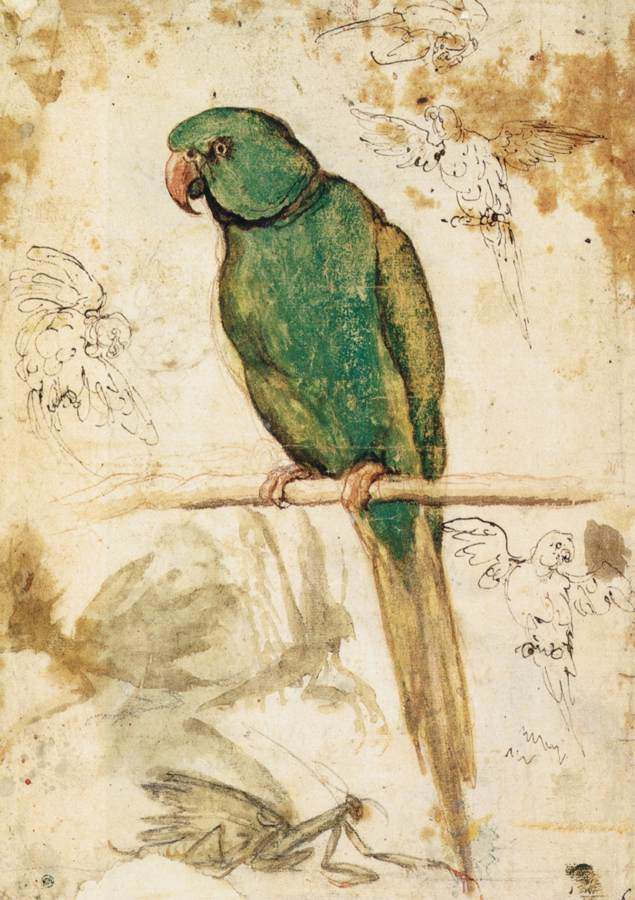
앵무새
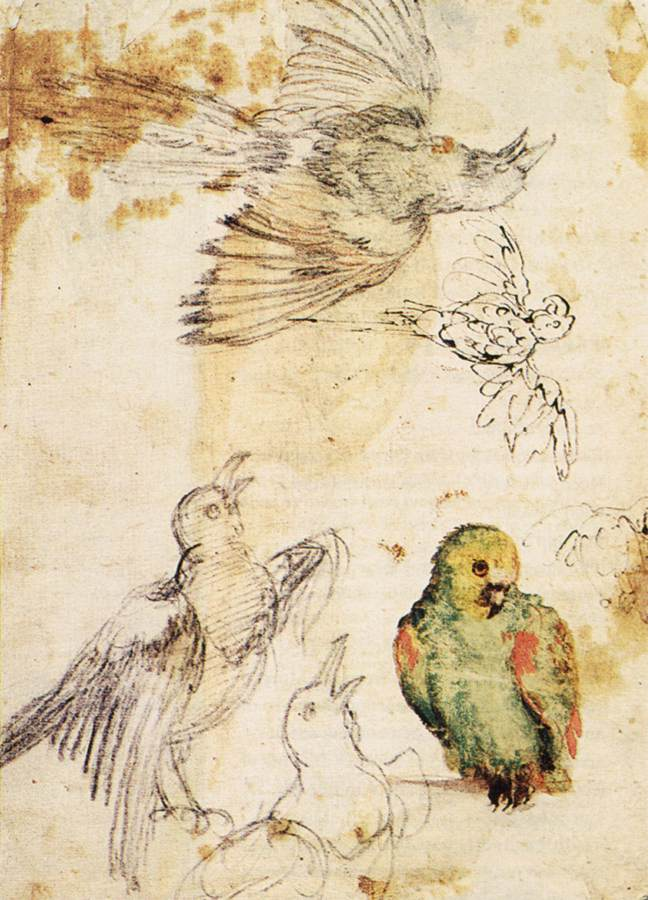
앵무새와 다른 새들